# Eckhard Flöter

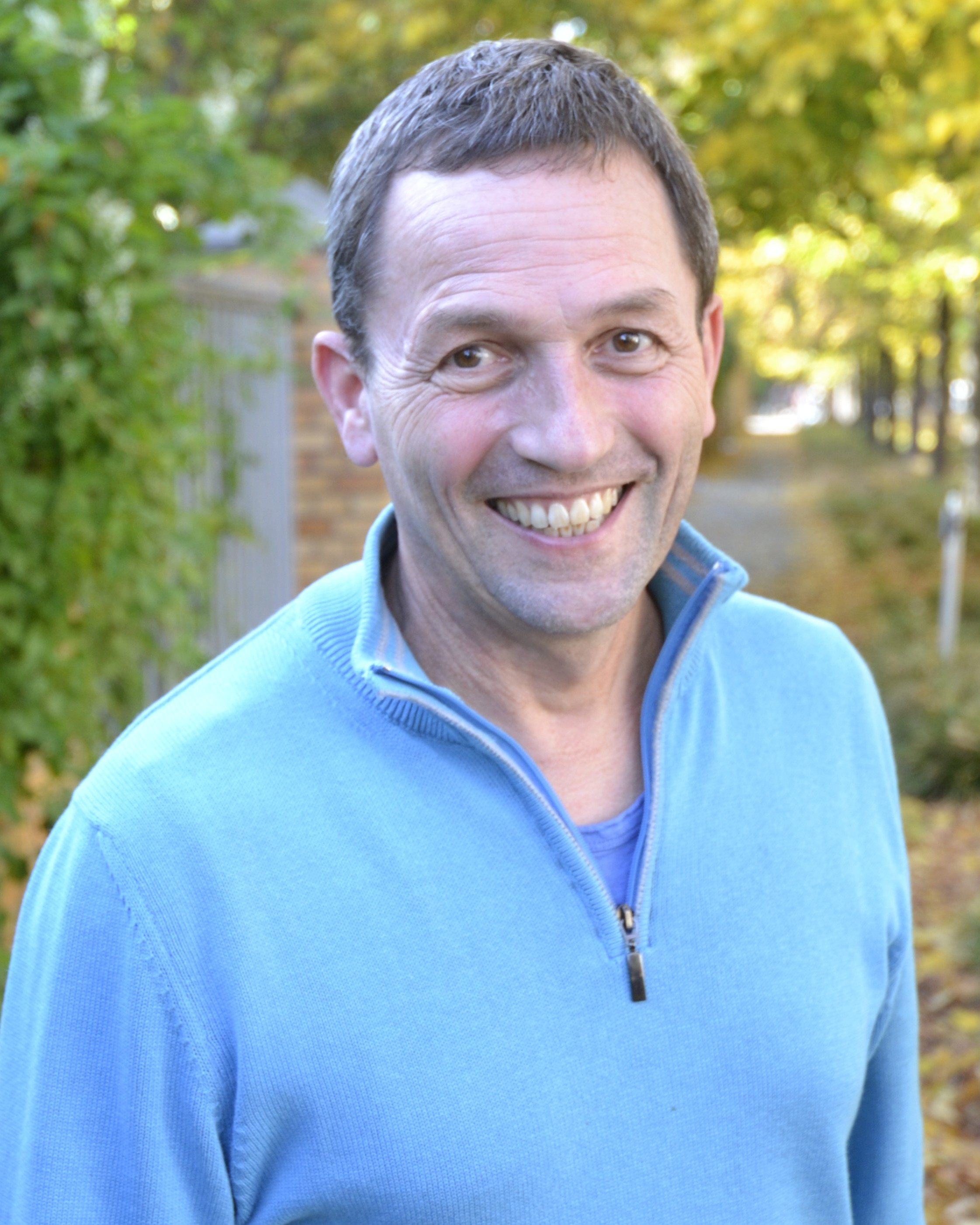
Eckhard Flöter

Eckhard Flöter (* 25. Dezember 1964 in Elmshorn) ist ein deutscher Ingenieur und Wissenschaftler auf dem Gebiet der Lebensmittelwissenschaften. Seit 2011 leitet er als Professor das Fachgebiet Lebensmittelverfahrenstechnik an der Technischen Universität Berlin. Der Schwerpunkt seiner Forschung liegt im Bereich der Fetttechnologie. Seine Expertise zu Fettalternativen sowie zur Entwicklung und Optimierung von Lebensmittelformulierungen und Herstellungsprozessen findet in der Lebensmittelindustrie weitläufig Anwendung. Weitere seiner Forschungsbereiche umfassen die Substrate Stärke und Zucker.

## Ausbildung
Nach dem Abitur begann Eckhard Flöter ein Chemiestudium an der Universität Hamburg und absolvierte im Anschluss einen Zivildienst. Ein Studienfachwechsel brachte ihn nach Berlin. Dort studierte Flöter von 1986 bis 1992 Verfahrenstechnik an der Technischen Universität Berlin. An der Technischen Universität Delft in den Niederlanden arbeitete er von 1992 bis 1996 an seiner Promotion, bevor er die Universität verließ, um in der Industrie zu arbeiten. Die Promotion schloss er 1999 ab. In seiner Dissertation mit dem Titel "Hyperbaric Reservoir Fluids: Phase Behaviour of Model Systems" untersuchte er das Phasenverhalten von Modellflüssigkeiten unter hohem Druck.

## Berufliche Laufbahn
Nach seiner Promotion war Eckhard Flöter fast 15 Jahre lang in leitenden Positionen im Forschungs- und Entwicklungszentrum von Unilever tätig. Er arbeitete an verschiedenen Standorten des Unternehmens, unter anderem in Vlaardingen (Niederlande), Santa Barbara (USA) und Rotterdam (Niederlande). Während dieser Zeit meldete er zahlreiche Patente an, die sich auf Themen wie Fettstrukturbildung, innovative Emulgatoren und Verfahren zur Lebensmitteltexturierung konzentrieren.
Im Jahr 2011 folgte er dem Ruf als Professor an die Technische Universität Berlin. Dort übernahm er die Professur für Lebensmittelverfahrenstechnik am Institut für Lebensmitteltechnologie und Lebensmittelchemie. Dabei baute er das Fachgebiet neu auf, etablierte die Fetttechnologie und reaktivierte die Zuckertechnologie an der TU Berlin. Seine aktuelle Forschung konzentriert sich auf die Optimierung von Fetten und Ölen, einschließlich alternativer Strukturbildungsmechanismen wie Oleogelierung, die eine nachhaltige Alternative zu gesättigten Fetten bieten könnten. Außerdem erforscht er Optimierungen des Herstellungsprozesses von Zucker und anderen Kohlenhydraten wie Stärke. Durch seine Tätigkeiten trägt Eckhard Flöter zur Weiterentwicklung der Lebensmittelverfahrenstechnik bei und engagiert sich für eine nachhaltige Produktion.
Als Professor ist er in die Weiterentwicklung der Lehre an der TU Berlin involviert und lehrt in den Studiengängen Lebensmitteltechnologie (B. Sc. und M. Sc.) sowie Ernährung/Lebensmittelwissenschaft (Lehramt) (B. Sc. und M. Ed.).
Von 2016 bis 2019 war er Geschäftsführender Direktor des Instituts für Lebensmitteltechnologie und Lebensmittelchemie und übernahm von 2019 bis 2020 die Kommissarische Leitung des Fachgebiets Brauerei- und Getränketechnologie.
Flöter engagiert sich zudem in der Hochschulpolitik, unter anderem als Prodekan für Berufungen und als Beauftragter der Fakultät III für Diversität und Antidiskriminierung.

## Forschungsschwerpunkte
Das Fachgebiet Lebensmittelverfahrenstechnik an der TU Berlin gilt als eine der weltweit führenden Forschungseinrichtungen in der Zucker- und Fetttechnologie. Unter der Leitung von Eckhard Flöter liegt der Schwerpunkt auf der Entwicklung nachhaltiger und industriell umsetzbarer Lösungen, die den CO₂-Ausstoß verringern, die Ressourceneffizienz steigern und Lebensmittelverschwendung reduzieren. Besondere Forschungsfelder umfassen dabei die Optimierung von Kristallisationsprozessen, die Strukturbildung mit Lipiden und Kohlenhydraten. Besonders hervorzuheben sind:
- Entwicklung von Oleogelen als Alternative zu gesundheitlich bedenklichen, gesättigten Fetten in Lebensmitteln.
- Nutzung heimischer pflanzlicher Öle wie Rapsöl für gesunde Alternativen in Backwaren und Brotaufstrichen.
- Untersuchungen zu Struktur und Funktionalität von Lebensmitteln in den Bereichen “Getreide/Stärke”, “Zucker” sowie “Fette und Öle”.
- Entwicklung nachhaltiger und effizienter Verfahren zur Verarbeitung von Zuckern und Zuckeraustauschstoffen.

## Wissenschaftliche Veranstaltungen
Eckhard Flöter ist Organisator verschiedener wissenschaftlicher Veranstaltungen:
- Berlin Sugar Symposium: Eine im Zweijahresrhythmus stattfindende Veranstaltung an der Technischen Universität Berlin, die den Austausch zu aktuellen Themen der Zuckertechnologie fördert.
- Berlin Symposium on Structured Lipid Phases: Im Zweijahresrhythmus stattfindendes Symposium. Inhaltlich werden verschiedene Aspekte strukturierter Lipidphasen, einschließlich Fettkristallisation und Oleogelierung sowie Modellierung behandelt. Im Fokus steht auch die Förderung des Dialogs zwischen Akademie und Industrie.
- Wissenschaftliche Informationstagung: Eine von der Berlin-Brandenburgischen Gesellschaft für Getreideforschung e.V. organisierte Veranstaltung, bei der Flöter als Vorsitzender fungiert.

## Mitgliedschaften
- American Oil Chemists’ Society (AOCS)
- European Federation for the Science and Technology of Lipids (Euro Fed Lipid)
- Berlin-Brandenburgische Gesellschaft für Getreideforschung e.V. (Vorsitzender)
- European Society for Sugar Technology (ESST) (Mitglied des Scientific Committee)
- Verein Deutscher Ingenieure (VDI)
- Programme Advisory Committee Malaysian Palm Oil Board
- German Federation of Lipid Science
- Forschungskreis der Ernährungsindustrie (Mitglied des wissenschaftlichen Beirats)
- Lebensmittelverband Deutschland e.V. (ehem. Bund für Lebensmittelrecht und -kunde)
- Stärkefachausschuss der Arbetsgemeinschaft der Getreideforschung
- Sugar Industry Foundation (Stiftungsprofessur)

## Privatleben
Eckhard Flöter ist verheiratet und Vater von zwei Kindern. Gemeinsam mit seiner Frau wohnt er in einem Vorort von Berlin.
Als begeisterter Fahrradfahrer erreicht er nicht nur seine Arbeitsstätte regelmäßig mit dem Fahrrad. Er unternimmt gelegentlich auch längere Fahrten zu internationalen Konferenzen. So fuhr er beispielsweise nach Posen (Polen), um an dem Euro Fed Lipid Congress and Expo teilzunehmen, oder von Passau nach Wien (Österreich) zur Tagung der European Society for Sugar Technology (ESST). Darüber hinaus nimmt er regelmäßig an regionalen Sportwettkämpfen wie dem VeloCity Berlin oder dem Berlin-Triathlon (Staffel) teil.

## Auszeichnungen
- Nominierung für den Otto-von-Guericke-Preis (2022) durch die AiF für die Entwicklung von Alternativen zu tropischen Fetten.[7]
- Timothy L. Mounts Award of the AOCS Edible Applications Technology Division 2023 Verliehen von der American Oil Chemists’ Society (AOCS) in Anerkennung seiner bedeutenden Beiträge zur Wissenschaft und Technologie essbarer Öle oder deren Derivate in Lebensmitteln.[8]

## Veröffentlichungen und Patente (Auswahl)
Während seines Wirkens bei Unilever aber auch darüber hinaus meldete Flöter 34 Patente an. (Stand Dezember 2024, lt. Espacenet Patentsuche) Ausführliche Publikationsübersichten zu seiner wissenschaftlichen Arbeit können unter den bei “Einzelnachweise” abrufbaren Listen von Google Scholar und ResearchGate eingesehen werden. Die folgende Auflistung stellt eine Auswahl an Veröffentlichungen in den verschiedenen Forschungsschwerpunkten von Fettkristallisation und -strukturierung, über verschiedene Aspekte der Zuckerherstellung bis hin zur anwendungsbezogenen Stärkemodifizierung und -analyse.
- Eckhard Flöter, Hyperbaric reservoir fluids phase behaviour of model systems. [Dissertation, TU Delft, 1999][1]
- François G. Gandolfo, Arjen Bot, Eckhard Flöter, Structuring of Edible Oils by Long-Chain FA, Fatty Alcohols, and Their Mixtures. [J Amer Oil Chem Soc 81, 1–6 (2004).][11]
- Mimma Pernetti, Kees van Malssen, Daniel Kalnin, Eckhard Flöter, Structuring edible oil with lecithin and sorbitan tri-stearate. [Food Hydrocolloids 21, 5–6 (2007).][12]
- Mimma Pernetti, Kees F. van Malssen, Eckhard Flöter, Arjen Bot, Structuring of edible oils by alternatives to crystalline fat. [Current Opinion in Colloid & Interface Science 12, 4–5, (2007).][13]
- Arjen Bot, Eckhard Flöter, Edible Oleogels: 3 - Edible Oil Organogels Based on Self-assembled β-sitosterol + γ-oryzanol Tubules. [AOCS Press (2011).][14]
- Hassan Sawalha, Paul Venema, Arjen Bot, Eckhard Flöter, Ruud den Adel, Erik van der Linden, The Phase Behavior of γ-Oryzanol and β-Sitosterol in Edible Oil. [J Am Oil Chem Soc, 92 (2015).][15]
- Karl Schlumbach, Maria Scharfe, Eckhard Flöter, Effect of quality and origin of technical sucrose solutions on the inclusion of colourants into the sugar crystal matrix. [J. Sci. Food Agric, 98 (2018).][16]
- Marco Ulbrich, Tim Alexander Terstegen, Eckhard Flöter, Molecular Investigation of the Gel Structure of Native Starches. [Starch - Stärke, 71 (2019).][17]
- K. Abraham, E.S.J. Rudolph-Flöter, K. Schlumbach, A. Schäfer, E. Flöter, Comparative analysis of dextran-induced sucrose crystal modifications. [Journal of Crystal Growth, 524 (2019).][18]
- Maria Scharfe, Eckhard Flöter, Oleogelation: From Scientific Feasibility to Applicability in Food Products. [Eur. J. Lipid Sci. Technol. 122 (2020).][19]
- Julia Seilert, Arun S. Moorthy, Anthony J. Kearsley, Eckhard Flöter, Revisiting a model to predict pure triglyceride thermodynamic properties: parameter optimization and performance. [J. Am. Oil. Chem. Soc. 98 (2021).][20]
- Eckhard Flöter, Till Wettlaufer, Valentina Conty, and Maria Scharfe, Oleogels - Their Applicability and Methods of Characterization. [Molecules 26, 6 (2021).][21]
- Henriette Brykczynski, Till Wettlaufer, Eckhard Flöter, Revisiting pure component wax esters as basis of wax-based oleogels. [J. Am. Oil. Chem. Soc. 99 (2022).][22]
- Myrofora Kyrimlidou, Tim Alexander Terstegen, Alessandra Parisi, Leonie Wagner, Susanne Eva Johanne Rudolph-Flöter, Eckhard Flöter, Fractionation of edible fats—Separation of fat-covered particles by decanter centrifuge. [European Journal of Lipid Science & Technology 126 (2024).][23]